# Одд Сноррасон
Одд Сноррасон (ісл. Oddur Snorrason)  — ісландський монах-бенедиктинець Тінґейрарського монастиря. Автор «Саґи про Олафа Трюґґвасона» латинською мовою, написаної між 1180 та 1200 роками. Збереглися 3 списки перекладу твору ісландською мовою. Перша літературна згадка про місто Ладоґу зафіксована в «Сазі про Олава Трюґґвасона». У своїх працях користувався вісами королівського скальда Ґальфреда Оттарсона.